# Андекур ле Кањикур
Андекур ле Кањикур (фр. Hendecourt-lès-Cagnicourt) насеље је и општина у североисточној Француској у региону Север-Па д Кале, у департману Па де Кале која припада префектури Арас.
По подацима из 2011. године у општини је живело 323 становника, а густина насељености је износила 36,46 становника/km². Општина се простире на површини од 8,86 km². Налази се на средњој надморској висини од 72 метара (максималној 92 m, а минималној 61 m).

## Демографија
| 1962. | 1968. | 1975. | 1982. | 1990. | 1999. | 2011. |
| ----- | ----- | ----- | ----- | ----- | ----- | ----- |
| 308   | 328   | 321   | 310   | 292   | 286   | 323   |

График промене броја становника у току последњих година